# الصيلمة (الحد)

تعديل مصدري - تعديل

الصيلمة هي إحدى قرى عزلة الحد بمديرية الحد التابعة لمحافظة لحج، بلغ تعداد سكانها 99 نسمة حسب تعداد اليمن لعام 2004.